# Chiến tranh giành độc lập Angola
Chiến tranh giành độc lập Angola là sự mâu thuẫn mà phản đối việc Bồ Đào Nha để nổi loạn ly khai của năm 1961 đến năm 1975. Sau những mâu thuẫn, Angola khi người Bồ Đào Nha đã có mặt từ thế kỷ 15 và là một sở hữu Bồ Đào Nha kể từ khi xix thứ thế kỷ, được giải phóng khỏi chủ nghĩa thực dân và mua lại độc lập chính trị của nó.
Trong gần 15 năm, Bồ Đào Nha đã cố gắng giành lại quyền kiểm soát sau các cuộc nổi dậy đầu tiên của năm 1960. Những nỗ lực kinh tế và quân sự mà điều này đại diện cho đô thị và áp lực của hai cường quốc trong chiến tranh lạnh trong bối cảnh phi hạt nhân hóa, là những yếu tố thúc đẩy Bồ Đào Nha từ bỏ thuộc địa của mình.
Từ những năm 1950, trong bối cảnh chuẩn bị cho việc phi thực dân hóa của hầu hết các nước châu Phi, sự áp bức của người dân Angola bởi chế độ thực dân Bồ Đào Nha đã dẫn đến sự xuất hiện của các phong trào chống thực dân. Những phong trào này là những người đóng vai trò lớn trong sự phản đối của thực dân Bồ Đào Nha, nhưng họ không thống nhất trong nỗ lực phi thực dân hóa và đụng độ trong cuộc chiến giành độc lập. Đảng MPLA của Agostinho Neto phải đối mặt với FNLA của Holden Roberto và UNITA của Jonas Savimbi. Khi người dân Angola dẫn đầu bởi các phong trào khác nhau cuối cùng đã giành được độc lập vào năm 1975, căng thẳng giữa MPLA và UNITA, được thúc đẩy bởi bối cảnh Chiến tranh Lạnh quốc tế, đã dẫn đến cuộc nội chiến Angola.